# Mont Saint-Jean (Luxemburg)

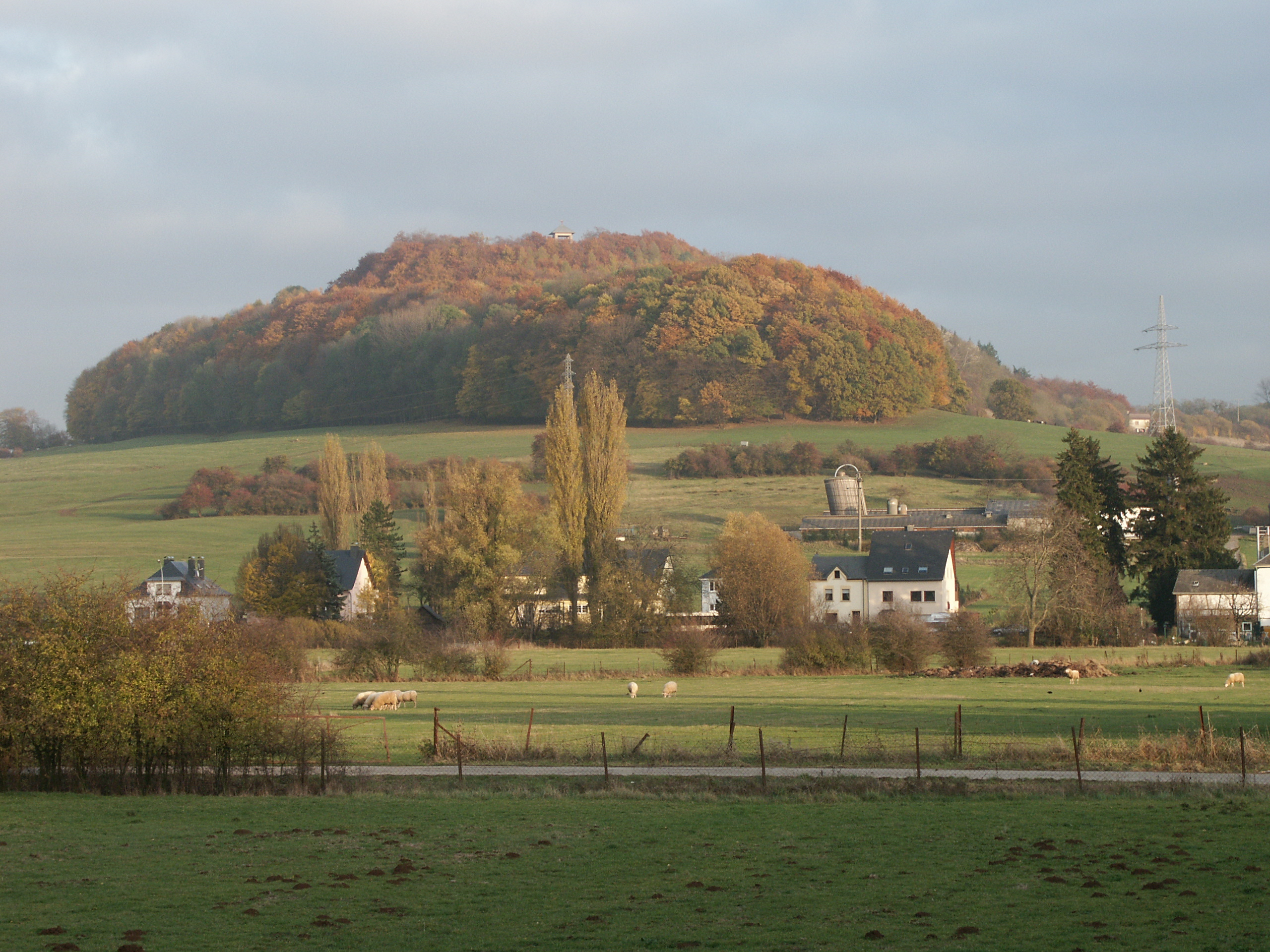
Vista des de Kayl

El Mont Saint-Jean (Gehaansbierg en luxemburguès, Johannisberg en alemany) és un turó, castell, i santuari a la comuna de Dudelange, al sud de Luxemburg. El turó fa 417 metres.
El Mont St. Jean probablement ha estat un indret religiós des de temps precristians. El pelegrinatge anual a la capella de Sant Joan, al cim de la muntanya durant la Nit de Sant Joan (23 juny) va ser acompanyat durant l'edat mitjana per unes danses rituals, possiblement una relíquia dels temps pagans.
Durant el segle xvi es va construir el castell i una caserna de l'orde de Sant Joan. El 1937 també s'hi van construir les estacions del Via Crucis utilitzades durant la nit de Sant Joan.